# Malintrat
Malintrat est une commune française située dans le département du Puy-de-Dôme, en région Auvergne-Rhône-Alpes.
Malintrat fait partie de l'aire d'attraction de Clermont-Ferrand. Ses habitants sont appelés les Malintraires.

## Géographie

### Localisation
La commune de Malintrat est située, à vol d'oiseau, à peu près à égale distance de la préfecture, Clermont-Ferrand (8,8 km au sud-ouest) et de la sous-préfecture, Riom (10,1 km au nord-ouest), ainsi qu'à une trentaine de kilomètres d'Issoire (au sud) et de Thiers (à l'est) et une cinquantaine de kilomètres d'Ambert (au sud-est).
Cinq communes sont limitrophes de Malintrat :
Les communes limitrophes sont  Aulnat, Gerzat, Lussat, Pont-du-Château et Saint-Beauzire.
| Gerzat | Saint-Beauzire | Lussat          |
|        | Malintrat      |                 |
| Aulnat |                | Pont-du-Château |

### Hydrographie
La commune est traversée par le ruisseau des Guelles, appelé aussi ruisseau des Ronzières, affluent du Bédat long de huit kilomètres, prenant sa source près de la route départementale 770 à l'est de Clermont-Ferrand et se jetant près du village d'Épinet (commune de Saint-Beauzire), à la frontière avec Chappes.

### Climat
Pour des articles plus généraux, voir Climat d'Auvergne-Rhône-Alpes et Climat du Puy-de-Dôme.
En 2010, le climat de la commune est de type climat océanique dégradé des plaines du Centre et du Nord, selon une étude du Centre national de la recherche scientifique s'appuyant sur une série de données couvrant la période 1971-2000. En 2020, Météo-France publie une typologie des climats de la France métropolitaine dans laquelle la commune est exposée à un climat de montagne ou de marges de montagne et est dans la région climatique  Nord-est du Massif Central, caractérisée par une pluviométrie annuelle de 800 à 1 200 mm, bien répartie dans l’année. 
Pour la période 1971-2000, la température annuelle moyenne est de 11,3 °C, avec une amplitude thermique annuelle de 16,2 °C. Le cumul annuel moyen de précipitations est de 572 mm, avec 7,9 jours de précipitations en janvier et 6,8 jours en juillet. Pour la période 1991-2020, la température moyenne annuelle observée sur la station météorologique de Météo-France la plus proche, « Clermont-Ferrand », sur la commune de Clermont-Ferrand à 9 km à vol d'oiseau, est de 12,1 °C et le cumul annuel moyen de précipitations est de 563,4 mm,. Pour l'avenir, les paramètres climatiques de la commune estimés pour 2050 selon différents scénarios d'émission de gaz à effet de serre sont consultables sur un site dédié publié par Météo-France en novembre 2022.

## Urbanisme

### Typologie
Au 1er janvier 2024, Malintrat est catégorisée ceinture urbaine, selon la nouvelle grille communale de densité à sept niveaux définie par l'Insee en 2022.
Elle est située hors unité urbaine. Par ailleurs la commune fait partie de l'aire d'attraction de Clermont-Ferrand, dont elle est une commune de la couronne,. Cette aire, qui regroupe 209 communes, est catégorisée dans les aires de 200 000 à moins de 700 000 habitants,.

### Occupation des sols
L'occupation des sols de la commune, telle qu'elle ressort de la base de données européenne d’occupation biophysique des sols Corine Land Cover (CLC), est marquée par l'importance des territoires agricoles (92 % en 2018), une proportion sensiblement équivalente à celle de 1990 (92,8 %). La répartition détaillée en 2018 est la suivante : terres arables (87,5 %), zones urbanisées (8 %), zones agricoles hétérogènes (4,5 %). L'évolution de l’occupation des sols de la commune et de ses infrastructures peut être observée sur les différentes représentations cartographiques du territoire : la carte de Cassini (XVIIIe siècle), la carte d'état-major (1820-1866) et les cartes ou photos aériennes de l'IGN pour la période actuelle (1950 à aujourd'hui).

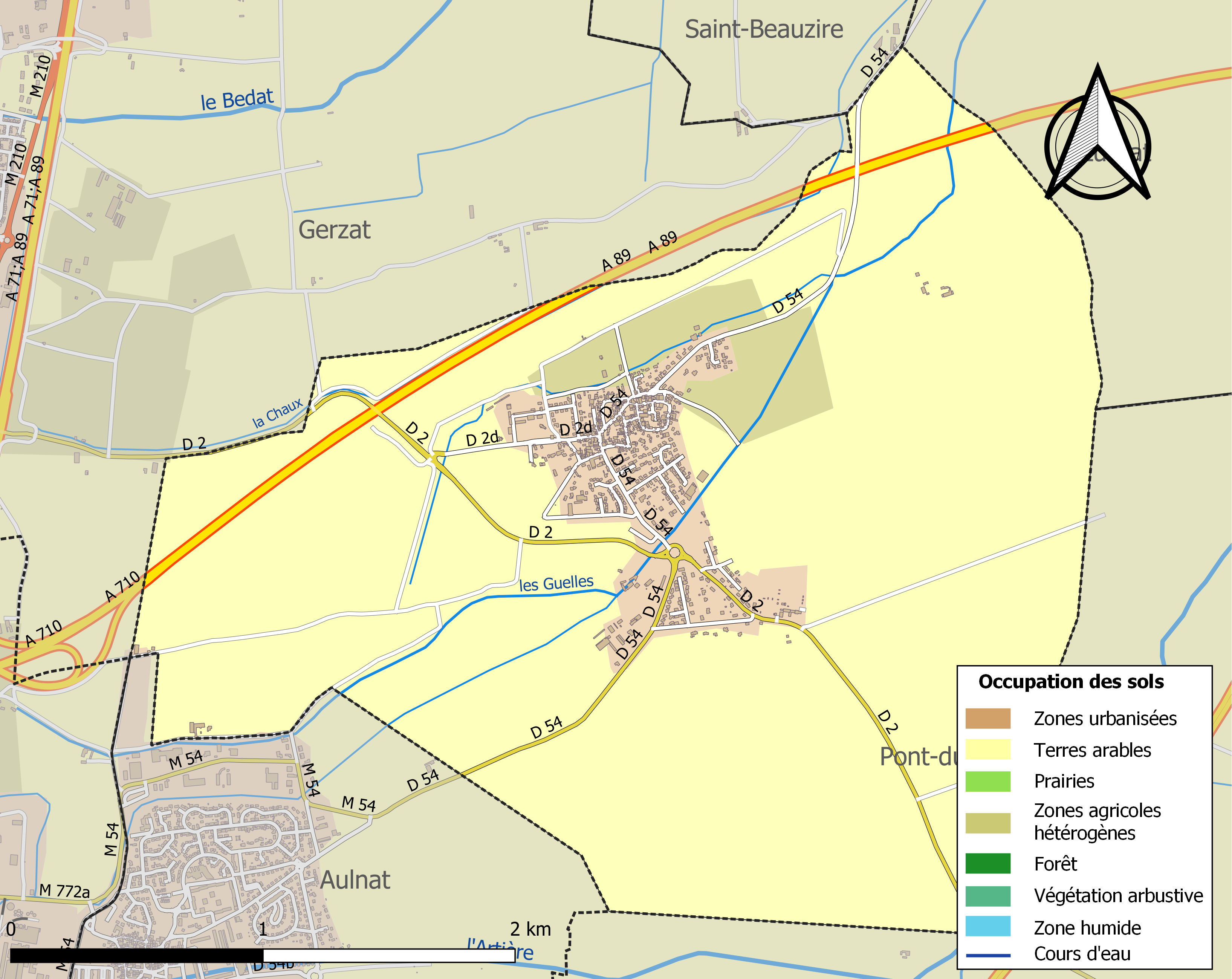
Carte des infrastructures et de l'occupation des sols de la commune en 2018 (CLC).

### Voies de communication et transports

#### Voies routières
L'A89 (liaison de Bordeaux à Lyon) passe au nord de la commune. La route départementale 2 traverse la commune et relie à l'ouest les communes de Cébazat et Blanzat et à l'est Pont-du-Château (il existe également une RD 2d) ; la départementale 54 relie Lussat et Aulnat.

#### Transports collectifs
La gare la plus proche est celle de Clermont-Ferrand et l'aéroport de Clermont-Ferrand-Auvergne n'est qu'à quelques kilomètres de Malintrat.
La ligne 65 du réseau Transdôme reliait le centre de la commune au collège de Gerzat ou à la gare routière de Clermont-Ferrand. Cette ligne est devenue une ligne scolaire ouverte en septembre 2017 (LS424 et LS425).
Depuis le 3 septembre 2018, Malintrat est desservie par le transport à la demande permettant de rejoindre Chappes, Ennezat, Riom, Saint-Beauzire ou tout autre point d'arrêt de la zone TAD 2 couvrant les communes de l'est de la communauté d'agglomération.

## Histoire

### Protohistoire
Découvert à l'occasion de la construction d'un lotissement au début des années 2010, le site de Champ-Gaillard, dans la rue du même nom en bordure sud du bourg, a livré des vestiges d'occupation domestique de l'âge du fer : Hallstatt C et début D1-2 (VIIIe – VIe siècle av. J.-C.). L'exploration s'est faite sur presque 1/2 hectare (4 930 m2) et n'a pas atteint les limites de la zone archéologique, sauf peut-être sur le côté est. L'érosion, typique de cette partie de la plaine de la Limagne, a supprimé les traces les plus récentes. Restent quelques trous de poteau plus ou moins identifiés ; quelques fosses de fonction indéterminée, à l'angle d’un enclos fossoyé dont la taille est restée elle aussi non déterminée car il est situé principalement hors de l'emprise de la fouille ; des structures de cuisson de type four qui semblent avoir été utilisées de façon similaire aux fours de type tandour ; et, atypiques pour des vestiges du premier âge du fer dans la région, treize puits à eau de formes et de tailles variées.
Ces puits, dont quelques-uns sont assez profonds, atteignent pour la plupart le niveau actuel de la nappe phréatique. Ils sont tous équipés d'un escalier creusé dans la roche, qui permet l’accès à la nappe d'eau. Ils ont servi ensuite de dépotoirs, livrant un mobilier abondant et diversifié : vaisselle céramique (512 récipients), outillage domestique (21 meules dormantes et 8 broyons, 8 fusaïoles, 6 pesons, 1 aiguisoir…), et quelques objets de parure (2 bracelets en terre cuite et 2 épingles en alliage cuivreux). 

La céramique est typique de la céramique auvergnate du premier âge du fer dans la région. Une grande partie du mobilier est attribuée indifféremment à la fin de l'âge du bronze et au premier âge du fer ; mais des éléments assez nombreux, notamment de la céramique fine, sont caractéristiques du Hallstatt C. Un petit nombre de pièces de céramique à décor graphité présentes dans quasiment tous les ensembles y compris dans les plus anciens, et des épingles à tête enroulée dans un ensemble incluant de la céramique évoluée, permettent de placer l'ensemble du lot entre le début du VIIIe siècle av. J.-C. (période d’apparition des décors géométriques réalisés au graphite) et le début VIe s. av. J.-C. (date la plus basse connue pour ce type d’objet).
Il y a peu de restes de faune, qui incluent les mêmes espèces que les autres sites contemporains connus localement : boeuf puis porc/sanglier ou mouton/chèvre, puis cheval et chien. 

Les vestiges de végétaux indiquent une consommation associant des céréales (orge principalement, avoine, millet, blés vêtus secondairement) et des légumineuses (lentille, vesce, fève), avec quelques oléagineux (cameline), fruits de cueillette (prunelle, sureaux) et une plante médicinale (pavot).
Il n'y a pas de traces d'activité artisanale. L'orientation agricole du site est déduite plus par abstentia que par preuves directes ; mais aussi de ce que la plaine de la Limagne, et surtout les piémonts qui la bordent, a livré des traces d'un peuplement rural relativement dense (fermes et petits hameaux à seulement quelques kilomètres les uns des autres) en ce début de l'âge du fer.

### Antiquité
Début 1884 ou peu avant, deux gros blocs d'arkose taillé sont mis au jour lors d'excavations à la butte de la Motte. Enterrés à environ 1,30 m de profondeur, ces blocs portent des traces bien apparentes de sculpture et ont pu faire partie d'un temple antique. 

Sur la butte voisine se trouvent en 1884 les ruines d'une ancienne église, dont les murs incluent des blocs tout à fait semblables aux deux blocs précédemment cités — vraisemblablement un réemploi des matériaux de la structure sur la butte voisine (avec le cimetière de la paroisse entre les deux buttes). Cette église est l'église Saint-Pierre, paroissiale, dont la construction remonte probablement aux débuts du christianisme dans la région.

### Moyen Âge
Au Moyen Âge, le village se développe autour d'une motte féodale et d'un château fort, aujourd'hui disparus. La cure de Saint-Pierre est à la nomination de l'abbesse de Saint-Pierre de Beaumont. En 1315 sous Charles le Bel, Malintrat est nommé « castrum mali introitus » (le château à la mauvaise entrée)
La seigneurie appartient jusqu'au XIVe siècle à la famille Aycelin de Montaigut, puis passe par mariage à la famille de Langeac. Cette dernière vend Malintrat à Denis Michel de Montboissier-Beaufort-Canillac en 1728, qui le revend en 1758 à Philippe-Claude de Montboissier-Beaufort-Canillac pour 590 000 livres. Entre-temps, au XVIIe siècle l'église Saint-Pierre est en si mauvais état que l'évêque de Clermont Gilbert Veny d'Arbouze interdit son usage en 1676. Les fonts baptismaux sont alors transportés dans la chapelle Notre-Dame attenante au château ; cette dernière devient l'église paroissiale, quoique l'église Saint-Pierre soit encore utilisée pendant quelque temps aux fêtes religieuses principales.

### XIXesiècle
En 1839, une partie de la commune est détachée pour former une nouvelle commune appelée Aulnat.
Une nouvelle église est construite sur l'emplacement de l'ancienne chapelle vers 1840 : l'église Saint-Pierre-ès-Liens, ouverte au public le 27 mars 1846.

## Politique et administration

### Administration municipale
En 2011, Malintrat comptait 953 habitants. Ce nombre étant compris entre 500 et 1 499, quinze membres sont élus au conseil municipal.
Le conseil municipal, élu à la suite des élections municipales de 2014, est composé de quatre adjoints, de quatre conseillers délégués et de six conseillers municipaux.

### Liste des maires

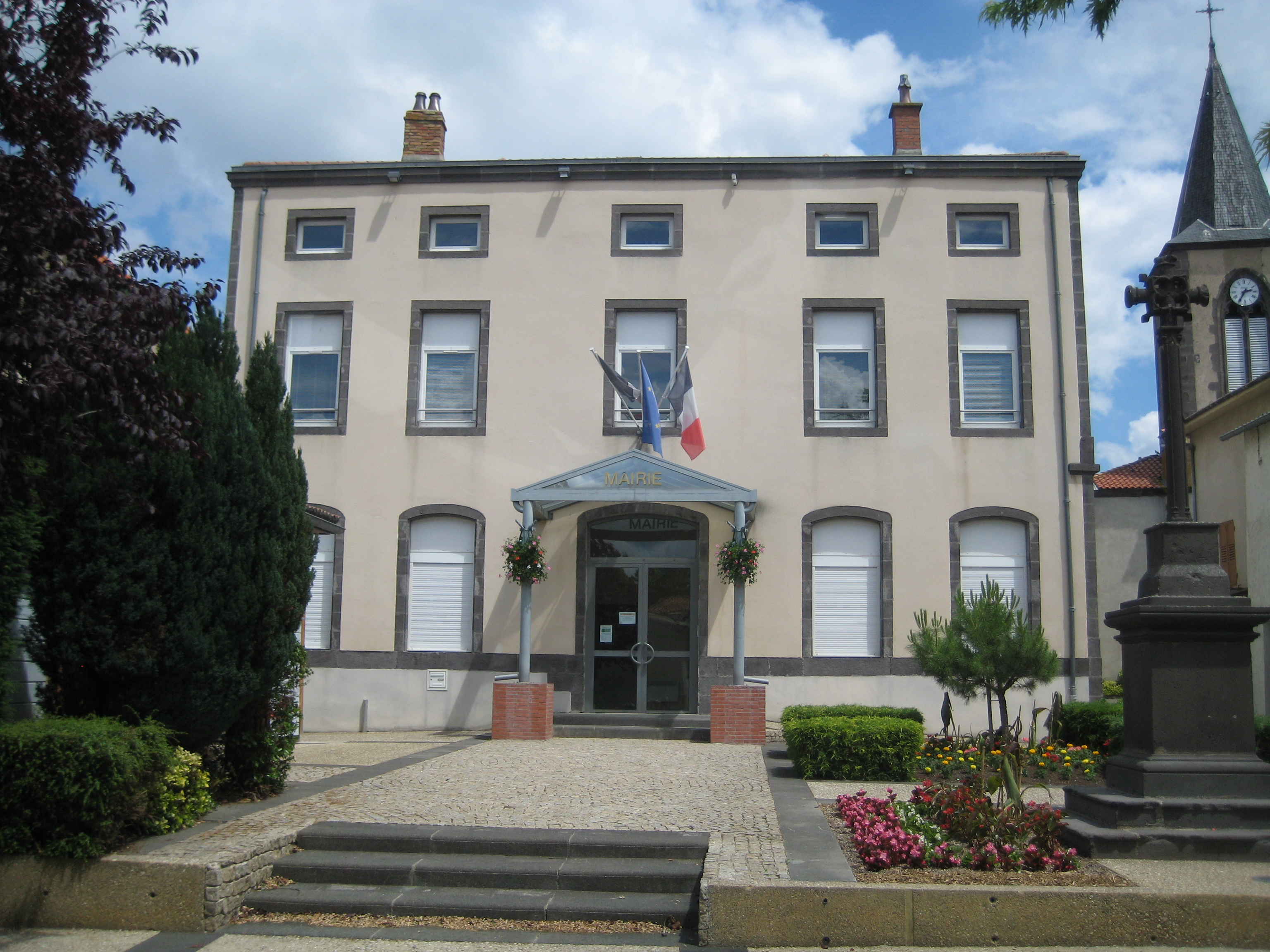
Mairie de Malintrat en 2011.

| Période                                  | Période                    | Identité              | Étiquette | Qualité               |
| ---------------------------------------- | -------------------------- | --------------------- | --------- | --------------------- |
| Les données manquantes sont à compléter. |                            |                       |           |                       |
| 1822                                     | 1831                       | Augustin de Bellaigue |           |                       |
| Les données manquantes sont à compléter. |                            |                       |           |                       |
| avant 1977                               |                            | Jean Lajonchère       | PSU       | Ancien prêtre-ouvrier |
| mars 2001                                | 2008[précision nécessaire] | Christian Gourbeyre   |           |                       |
| mars 2008                                | 2020                       | Christian Ollier      | DVG       | Agent technique       |
| 2020                                     | En cours (au 22 août 2020) | André Magnoux         |           | Retraité              |

### Rattachements administratifs et électoraux
Sur le plan administratif, Malintrat dépendait en 1793 du district de Clermont-Ferrand et du canton de Gerzat, puis en 1801 de l'arrondissement de Clermont-Ferrand et du canton de Clermont-Ferrand-Est. En 1982, un décret modifie le découpage cantonal autour de Clermont-Ferrand ; la commune intègre le canton de Gerzat.
Les limites territoriales des cinq arrondissements du Puy-de-Dôme ont été modifiées afin que chaque nouvel établissement public de coopération intercommunale à fiscalité propre soit rattaché à un seul arrondissement au 1er janvier 2017. Toutes les communes de la communauté de communes (devenue communauté d'agglomération) Riom Limagne et Volcans sont rattachées à l'arrondissement de Riom ; Malintrat est donc passée le 1er janvier 2017 de l'arrondissement de Clermont-Ferrand à celui de Riom.

### Instances judiciaires
Sur le plan judiciaire, Malintrat dépend de la cour administrative d'appel de Lyon, de la cour d'appel de Riom, de la cour d'assises du Puy-de-Dôme et des tribunaux administratif, d'instance, de grande instance et de commerce de Clermont-Ferrand.

### Intercommunalité
Malintrat a rejoint la communauté de communes de Limagne d'Ennezat en 2011. Celle-ci a fusionné avec les communautés de communes Riom-Communauté et Volvic Sources et Volcans le 1er janvier 2017 pour former la communauté de communes Riom Limagne et Volcans, devenue communauté d'agglomération le 1er janvier 2018.

## Population et société

### Démographie
L'évolution du nombre d'habitants est connue à travers les recensements de la population effectués dans la commune depuis 1793. Pour les communes de moins de 10 000 habitants, une enquête de recensement portant sur toute la population est réalisée tous les cinq ans, les populations de référence des années intermédiaires étant quant à elles estimées par interpolation ou extrapolation. Pour la commune, le premier recensement exhaustif entrant dans le cadre du nouveau dispositif a été réalisé en 2004.

En 2022, la commune comptait 1 133 habitants, en évolution de +0,09 % par rapport à 2016 (Puy-de-Dôme : +2,1 %, France hors Mayotte : +2,11 %).
| 1793  | 1800  | 1806  | 1821  | 1831  | 1836  | 1841 | 1846 | 1851 |
| ----- | ----- | ----- | ----- | ----- | ----- | ---- | ---- | ---- |
| 1 075 | 1 540 | 1 229 | 1 272 | 1 555 | 1 547 | 686  | 769  | 800  |

| 1856 | 1861 | 1866 | 1872 | 1876 | 1881 | 1886 | 1891 | 1896 |
| ---- | ---- | ---- | ---- | ---- | ---- | ---- | ---- | ---- |
| 815  | 841  | 841  | 739  | 708  | 730  | 715  | 678  | 659  |

| 1901 | 1906 | 1911 | 1921 | 1926 | 1931 | 1936 | 1946 | 1954 |
| ---- | ---- | ---- | ---- | ---- | ---- | ---- | ---- | ---- |
| 613  | 535  | 515  | 447  | 470  | 438  | 395  | 435  | 445  |

| 1962 | 1968 | 1975 | 1982 | 1990 | 1999 | 2004  | 2006  | 2009 |
| ---- | ---- | ---- | ---- | ---- | ---- | ----- | ----- | ---- |
| 518  | 543  | 575  | 800  | 921  | 870  | 1 023 | 1 076 | 952  |

| 2014  | 2019  | 2022  | - | - | - | - | - | - |
| ----- | ----- | ----- | - | - | - | - | - | - |
| 1 086 | 1 132 | 1 133 | - | - | - | - | - | - |

### Enseignement
La commune relève de l'académie de Clermont-Ferrand et dispose d'une école élémentaire publique.
Les collégiens se rendent à Gerzat. Les lycéens sont scolarisés à Clermont-Ferrand, au lycée Ambroise-Brugière pour les filières générales et technologiques dont STMG, ou aux lycées Lafayette ou Roger-Claustres pour la filière STI2D.

### Sports et loisirs
La 1re étape du Tour de France Femmes 2023 (boucle de Clermont-Ferrand par la plaine de la Limagne) est passée par Malintrat le 23 juillet 2023.

## Économie

### Commerce
La base permanente des équipements de 2014 recense une boulangerie.

## Culture et patrimoine

### Lieux et monuments
Le pigeonnier de Malintrat, inscrit aux au titre des monuments historiques par arrêté du 28 août 1974.

### Personnalités liées à la commune
- Florence Devouard, ancienne présidente de la Wikimedia Foundation, y a résidé.

### Héraldique
| Blason de Malintrat | Tranché : au 1er de sable à la tête de lion arrachée d'or, au 2e d'or à la clé de sable posée en fasce; à la bande de vair brochant sur la partition. Le blason reprend les emblèmes de trois familles qui ont détenu Malintrat à partir de 1220. |